# Skhira
Skhira (arabisch الصخيرة, früher: Skhirra) ist eine tunesische Hafenstadt im Golf von Gabès (früher ‚Kleine Syrte‘). Im Westen schließt sich der Schott el Dscherid an.

## Geographie
Skira liegt in der Mitte des Golfs von Gabès (früher ‚Kleine Syrte‘, lateinisch Syrtis Minor), einer Bucht an der Ostküste Tunesiens südlich des Golfs von Hammamet.

## Entwicklung
Die Altstadt erlebte im 19. Jahrhundert mit dem Handel und Export von Espartogras eine Blüte. Das Gras wurde zur Herstellung von hochwertigem Alfapapier verwandt.
Die Stadt ist eines der Zentren des Ölhandels in Nordafrika. Pipelines von Ölfeldern aus anderen Teilen Tunesiens und Libyens enden in Skhira. Raffinerien bereiten das Öl für den Transport mittels Tanker auf. Eine weitere Raffinerie befindet sich im Bau und soll eine Kapazität von sechs Millionen Tonnen pro Jahr haben.
Die portugiesische Firma Consulmar leitet ein Konsortium, zu dem u. a. die tunesische Firma Comete gehört. Das Konsortium soll eine neue Hafeninfrastruktur planen und ein neues Chemie-Terminal bauen.